# Simulium kugartsuense
Simulium kugartsuense är en tvåvingeart som först beskrevs av Rubtsov 1956.  Simulium kugartsuense ingår i släktet Simulium och familjen knott. Inga underarter finns listade i Catalogue of Life.